# Аитутаки
Аитутаки (англ. Aitutaki) — атолл в Тихом океане в составе островов Кука, в 220 км севернее острова Раротонга. Аитутаки является вторым по посещаемости туристами островов в архипелаге Кука. Административный центр острова — Арутанга на западном побережье.

## География

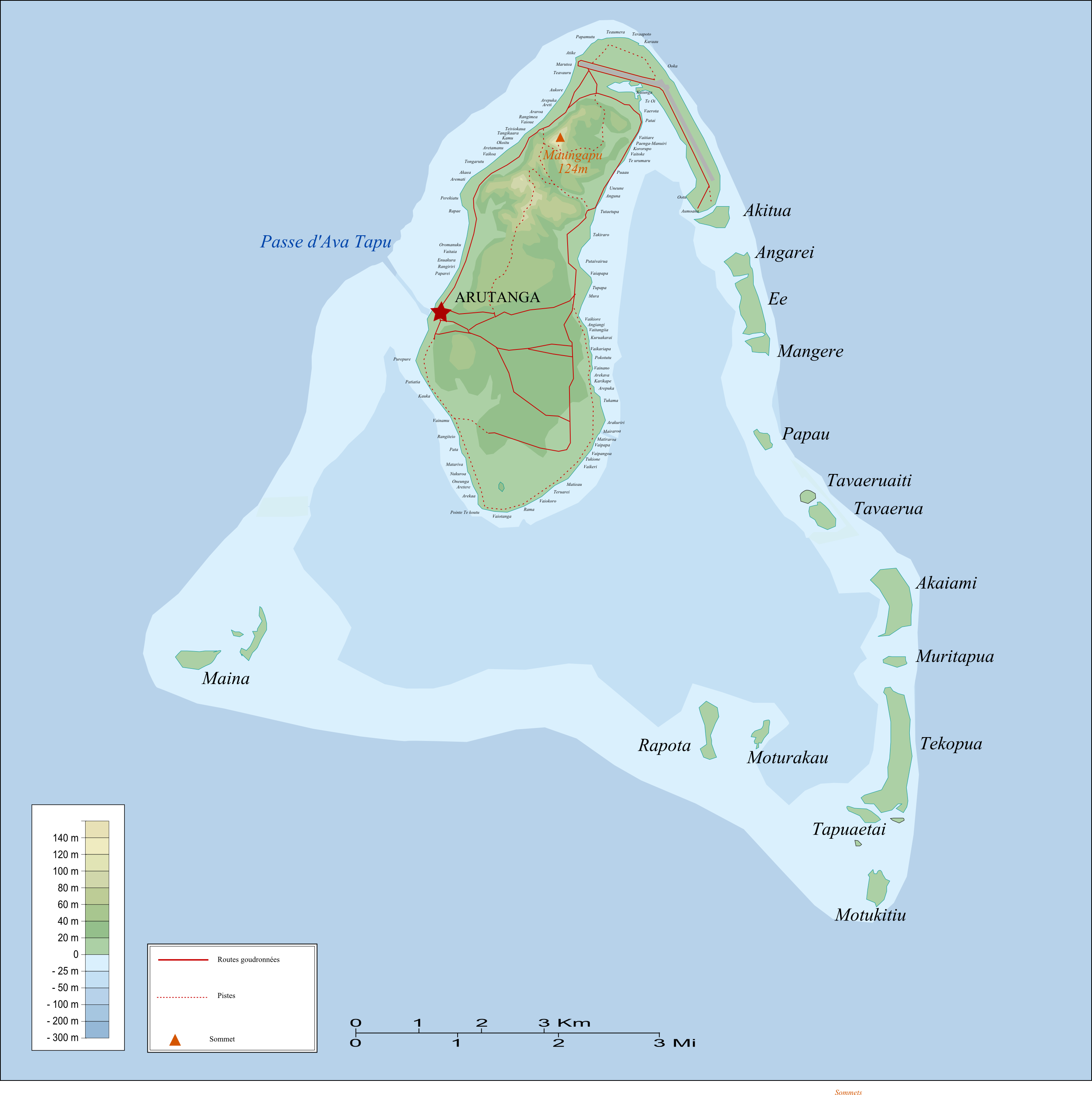
Топографическая карта острова Аитутаки

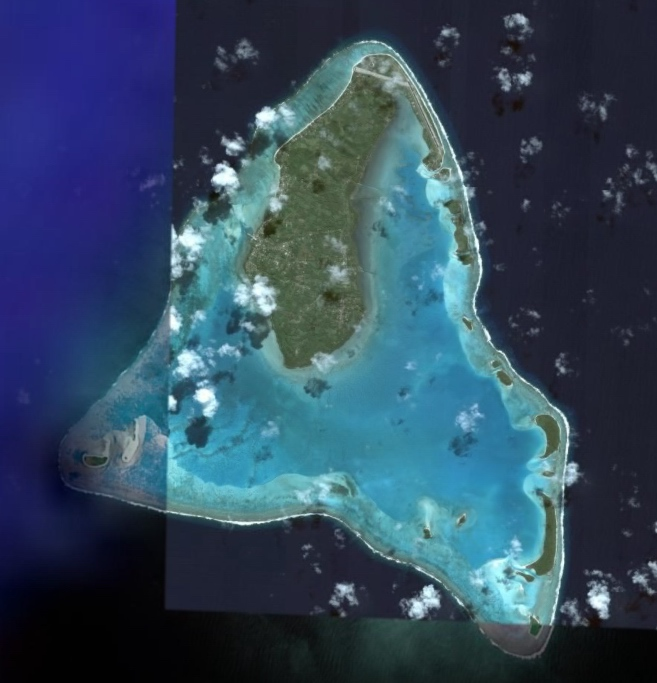
Аитутаки из космоса

Остров Аитутаки расположен в южной части архипелага Кука, в 247 км к северу от острова Раротонга и в 87 км к северо-западу от Мануаэ. Ближайший материк, Австралия, находится в 5000 км.
С точки зрения геологии, остров Аитутаки имеет смешанное вулканическое и коралловое происхождение, вследствие чего его можно отнести к квазиатоллам. Остров преимущественно сложен из нефелинового базальта и пирокластического материала, в котором содержится небольшое количество трахитовых и фонолитовых глыб.
По форме Аитутаки напоминает треугольник, стороны которого представлены рифами и коралловыми островками, или моту, окружающими два вулканических островка Рапота и Мотуракау в юго-восточной части и основной островок Аитутаки, представленный низменными вулканическими холмами и расположенный в северной части одноимённого квазиатолла. Площадь острова составляет 18,05 км². Высшая точка, возвышенность Маунгапу, достигает 124 м. Барьерный риф, формирующий основу Аитутаки, имеет форму равностороннего треугольника со сторонами 12 километров в длину. Южная сторона атолла почти полностью погружена под воду, а восточная представляет собой цепь моту (в том числе Мангере, Акаиами и Текопуа). В южной части западной стороны Аитутаки имеется разрыв в атолле, позволяющий лодкам проникать в лагуну, занимающую значительную долю южной части треугольника.
Климат на Аитутаке тропический. Случаются разрушительные циклоны.

## Моту атолла

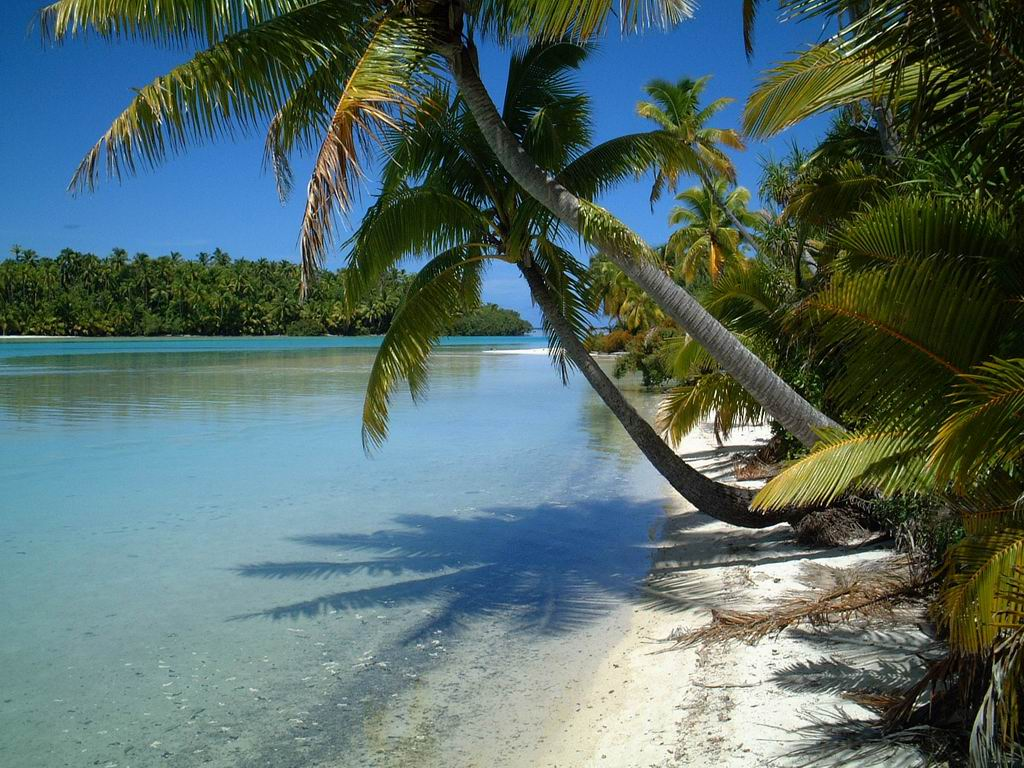
Моту Тапуаэтаи атолла Аитутаки

Атолл Аитутаки сформирован из 15 моту:
| - Акитау (Akitua) - Ангареи (Angarei) - Ээ (Ee) - Мангере (Mangere) - Папау (Papau) - Таваэруаити (Tavaeruaiti) - Таваэруа (Tavaerua) - Тапуаэтаи (Tapuaetai) | - Муритапуа (Muritapua) - Акаиами (Akaiami) - Текопуа (Tekopua) - Мотукитиу (Motukitiu) - Мотуракау (Moturakau) - Рапота (Rapota) - Маиана (Maina) |

## История

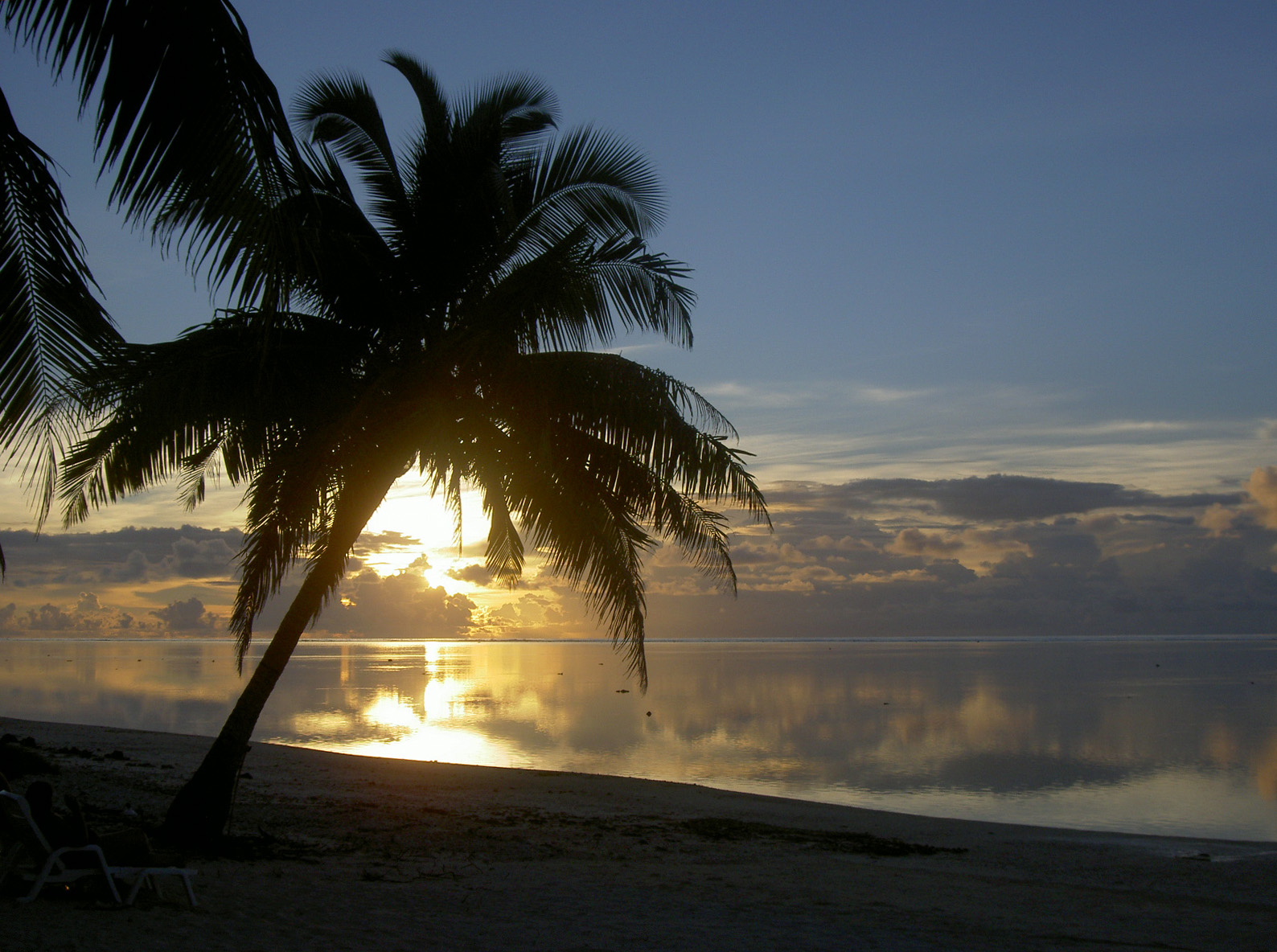
Закат Солнца на Аитутаки

В полинезийской мифологии существует несколько легенд, в которых рассказывается о заселении Аитутаки. Легендарными предками местных жителей в них называют трёх героев: Ру, Те-Эруи и Руатапу, которые были потомками Атеа и Папа, прародителей многих полинезийских народов. Согласно одной из традиций, первопоселенцем острова является Те-Эруи, который был выходцем из Аваики, царства мёртвых. Узнав о существовании суши в мире света, Те-Эруи отправился в её поисках со своим братом Матарека и обнаружил полузатонувший остров, который был отвоёван героем у океана и назван им Аитутаки (в переводе означает «ведомый Богом»).
Согласно же наиболее известной легенде, первыми поселенцами острова стали выходцы с острова Тубуаки (предположительно, Тубуаи во Французской Полинезии), во главе которых был легендарный герой Ру. Вследствие перенаселённости Тубуаки, а также ссоры с вождём своего клана, Ру решился отправиться в морское путешествие на каноэ в поисках необитаемого острова, где могли бы обосноваться он и его сторонники. Вместе с ним в плавание отправились его четыре младших брата (Таитераива, Таитеравару, Руатакина и Веритуамароа), его четыре жены и ещё 20 девушек высокого происхождения, которые были на тот момент девственницами. После долгого путешествия им удалось доплыть до неизвестного острова, который был назван Утатаки-энуа-о-Ру-ки-те-моана (англ. Utataki-enua-o-Ru-ki-te-moana, переводится как «земля, которую искал и обнаружил в море Ру»). Это и был современный остров Аитутаки. Поселившись на нём, четыре брата Ру в скором времени решили отправиться в поисках нового острова, что и сделали, достигнув, предположительно, Новой Зеландии.
Европейским первооткрывателем Аитутаки считается британский мореплаватель Уильям Блай, который открыл его 11 апреля 1789 года во время путешествия на корабле «Баунти» на остров Таити. Согласно бортовым журналам, островитяне встретили чужеземцев без какой-либо вражды и даже подарили Блаю нагрудное украшение из жемчуга. 8 мая 1791 года мимо острова проплыло судно «Пандора» под командованием капитана Эдварда Эдвардса, которое было послано на поиски «Баунти», на котором произошёл мятеж. 25 июля 1792 года на Аитутаки повторно побывал Уильям Блай, а 12 апреля 1814 года капитан Гудэнаф, который оставил на нём двух захваченных на Раротонга женщин.
Поворотным моментом в истории Аитутаки стал визит 26 октября 1821 года миссионера Джона Уильяма, который высадил на острове двух учителей с Раиатеа. Благодаря их деятельности местное население было обращено в христианство.
С середины 1850-х годов Аитутаки часто посещали китобойные суда, а в конце XIX века из-за угрозы аннексии со стороны Франции местные вожди, или арики, обратились к Британской империи о защите. В результате в ноябре 1888 года капитаном Бёрком была проведена официальная церемония аннексии острова Британией. Позже Аитутаки для административного удобства был включён в состав Федерации Островов Кука, а в 1901 году — в состав Новой Зеландии.
В 1942 году на Аитутаки были размещены новозеландские и американские военные. К этому времени относится строительство взлётно-посадочной полосы, которая во время Второй мировой войны использовалась антигитлеровскими союзниками в борьбе с японцами.
На протяжении 1950-х годов остров был промежуточным пунктом для гидросамолётов Тасманской авиакомпании, но эта практика была прекращена в 1960 году.
В 2006 году на Аитутаки проводились съёмки американского телешоу «Survivor» («Остаться в живых»).

## Население
Согласно переписи 2011 года на Аитутаки проживает 1771 человек.

## Экономика
Атолл Аитутаки известен, прежде всего, как туристический центр с кристально чистой лагуной бирюзового цвета, песчаными пляжами. Добраться до него можно на самолётах авиакомпании Эйр Раротонга, которые совершают авиарейсы до атолла ежедневно.